# Rue Victor-Galland
La rue Victor-Galland est une voie du 15e arrondissement de Paris, en France.

## Situation et accès
La rue Victor-Galland est une voie publique située dans le 15e arrondissement de Paris. Elle débute au 22, rue Fizeau et se termine au 130, rue Castagnary.

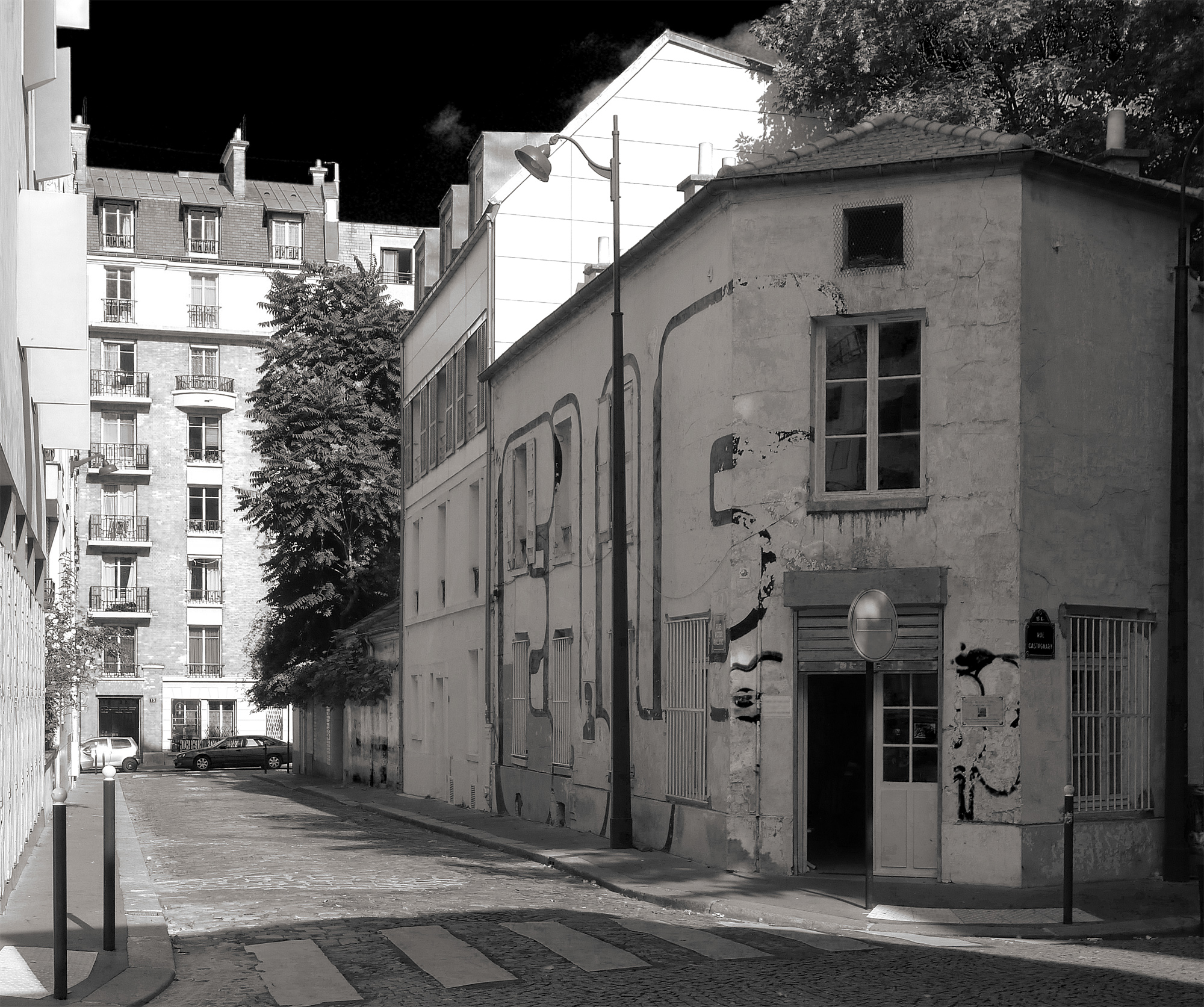
La rue en 2014, vue depuis la rue Castagnary.
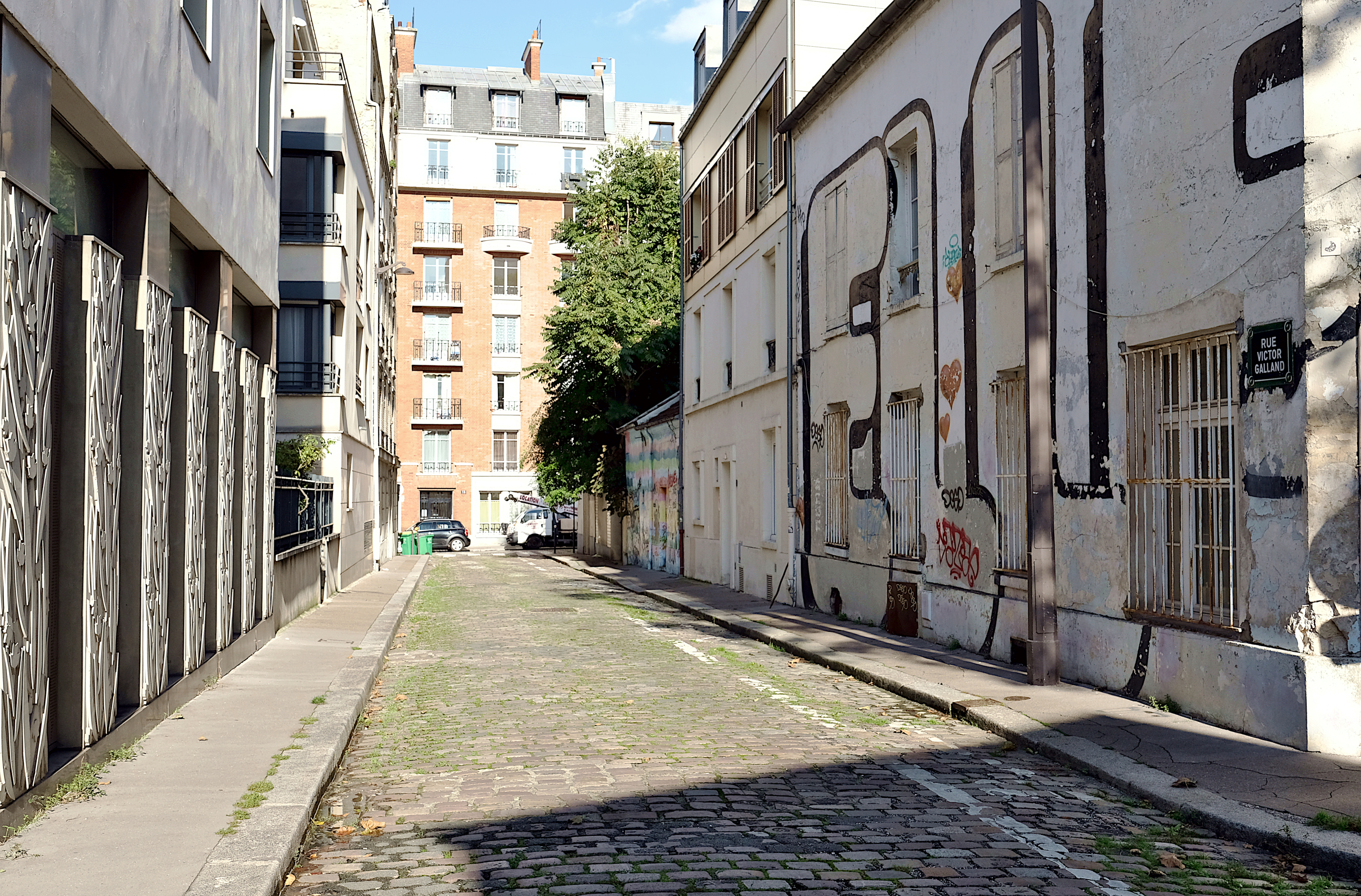
Idem en 2024.

## Origine du nom
Elle porte le nom du peintre et décorateur Pierre-Victor Galland (1822-1892).

## Historique
La voie est ouverte en 1850 sous le nom de « rue de Palestro » et prend sa dénomination actuelle le 1er septembre 1932.

## Bâtiments remarquables et lieux de mémoire
La rue possède de nombreux graffiti.

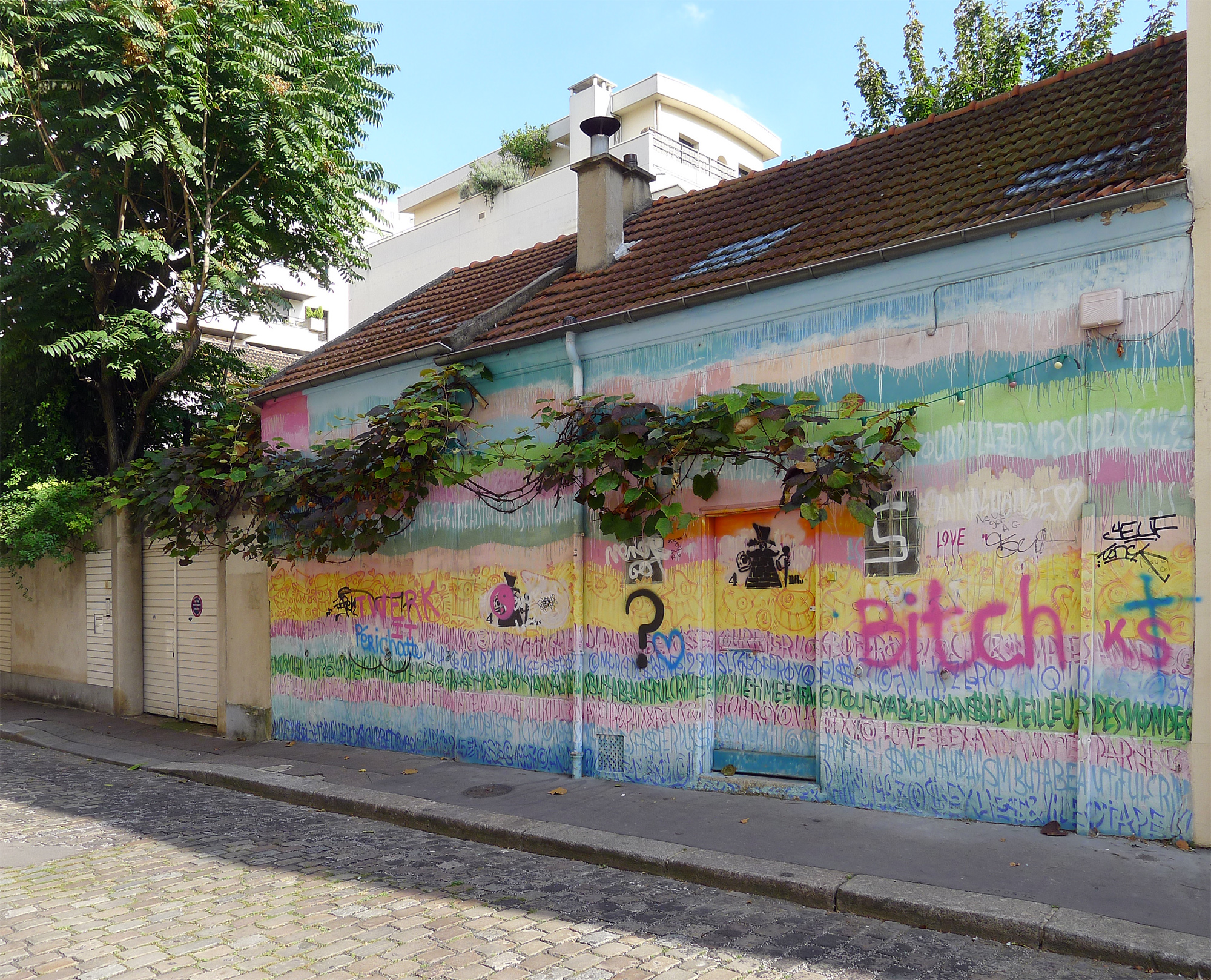
Vieille maison et graffiti (2014).
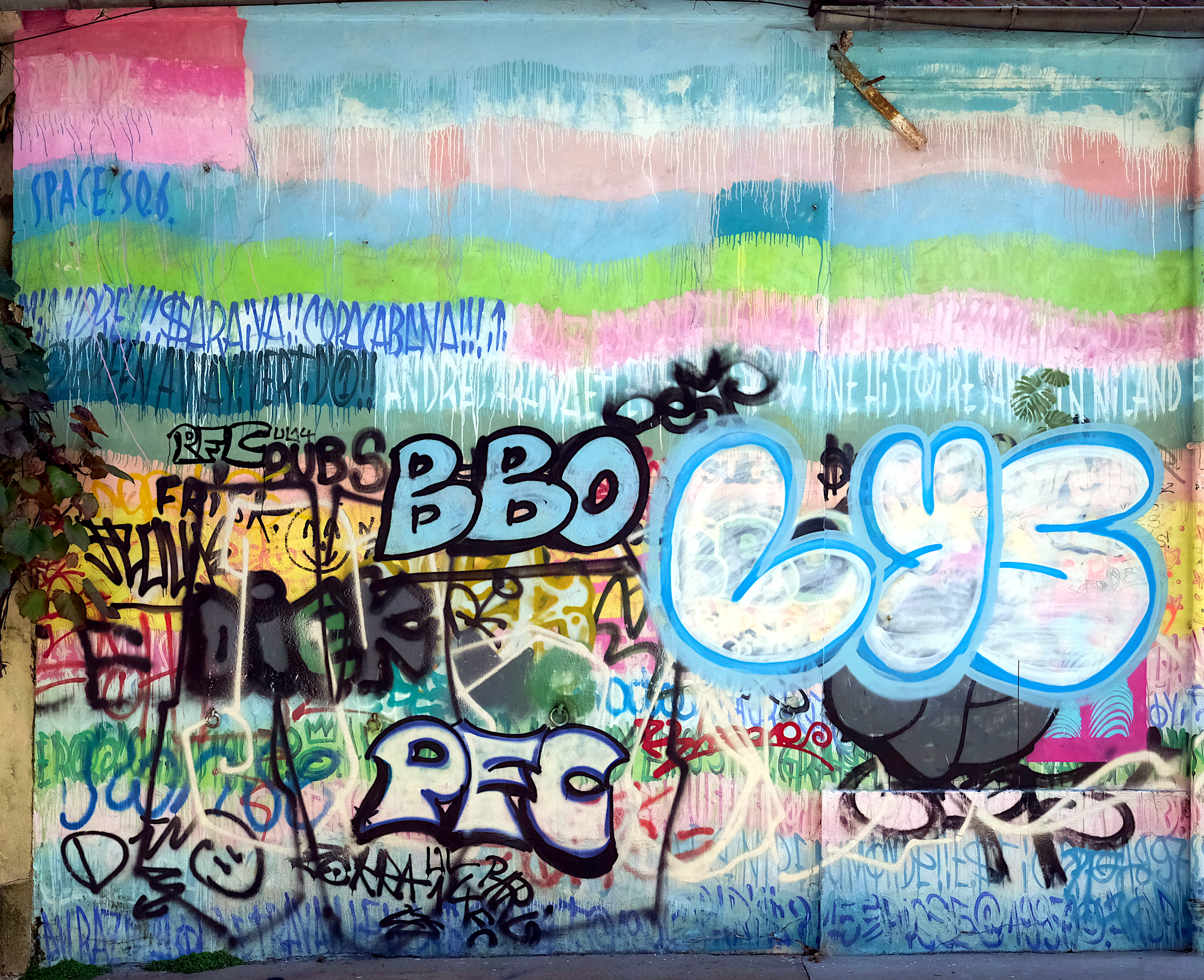
Graffiti (2024).
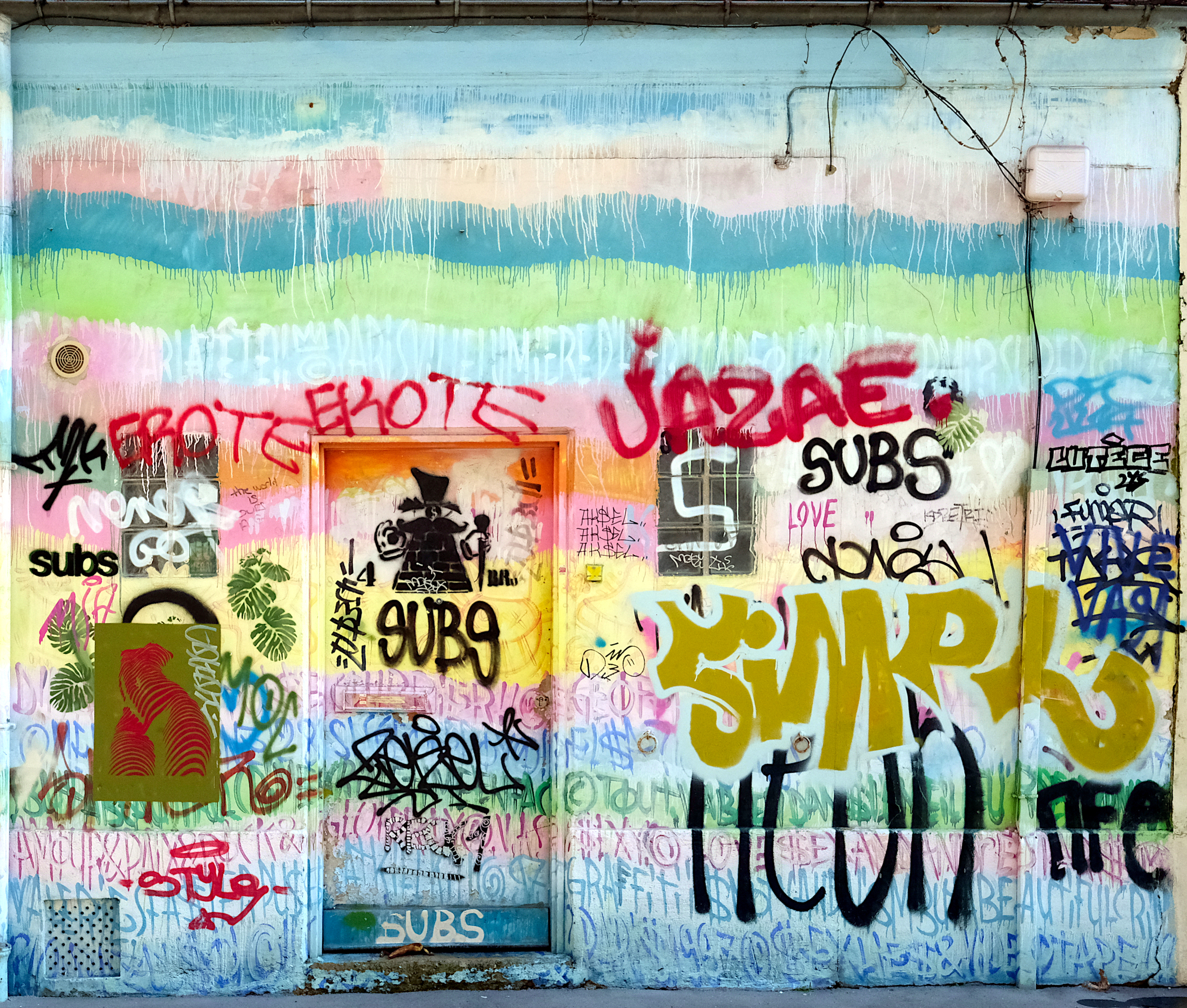
Graffiti (2024).
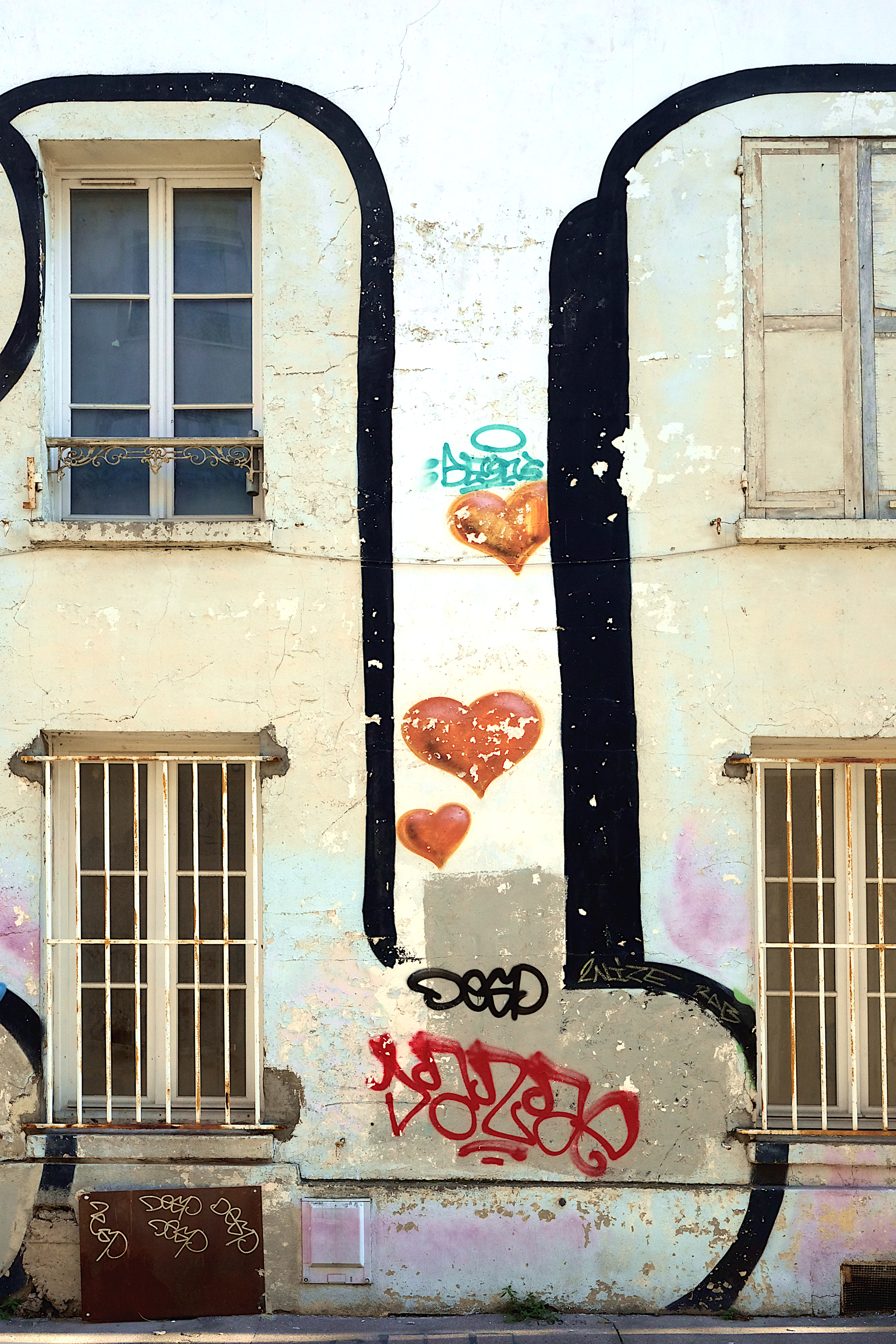
Autre mur.